# Deenwood
Deenwood é uma Região censo-designada localizada no estado americano de Geórgia, no Condado de Ware.

## Demografia
Segundo o censo americano de 2000, a sua população era de 1836 habitantes.

## Geografia
De acordo com o United States Census Bureau tem uma área de
8,7 km², dos quais 8,7 km² cobertos por terra e 0,0 km² cobertos por água.

## Localidades na vizinhança
O diagrama seguinte representa as localidades num raio de 32 km ao redor de Deenwood.